# Машинини, Эмма
Эмма Машинини (англ. Emma Mashinini, 21 августа 1929 — 10 июля 2017) — общественный деятель в Южной Африке.
Машинини была южноафриканским профсоюзным деятелем и политическим лидером. Живя в Йоханнесбурге, её семья несколько раз была насильственно переселена во время её детства. Она начала работать в 14 лет и вскоре стала профсоюзным организатором на своей швейной фабрике. В 1956 году она стала активным членом Африканского национального конгресса (АНК). Машинини в течение 12 лет входила в исполнительный совет Национального союза работников швейной промышленности (англ. National Union of Clothing Workers, NUCW) и в 1975 году основала Южноафриканский профсоюз работников торговли, общественного питания и смежных отраслей. Она была арестована и содержалась под стражей без предъявления обвинений в течение шести месяцев в 1981–82 годах.
Машинини сыграла несколько важных ролей в переходе к правлению АНК в 1980-х и 1990-х годах. Она работала в Южноафриканской комиссии истины и примирения, а затем стала комиссаром по реституции земельных прав (Commissioner for Restitution of Land Rights). Её автобиография под названием «Удары преследовали меня всю мою жизнь» была опубликована в 1989 году и переиздана в 2012 году. Она получила множество наград и премий, в том числе Орден Баобаба и Орден Лутули.

## Ранний период жизни
Машинини родилась в Розеттенвилле, белом пригороде Йоханнесбурга. Ее семья жила на заднем дворе дома, где её мать Джоана работала по дому. Когда Машинини было шесть лет, ее семья переехала в Проспект-Тауншип, район недалеко от Сити-Дип. Проспект-Тауншип был обычным местом проживания для чернокожих семей, выселенных из своих домов в белых районах. В 1936 году этот район также был облагорожен и снесён в соответствии с Законом о трущобах Йоханнесбурга (Johannesburg Slums Act) 1934 года. Большинство жителей Проспект-Тауншип были переселены в Орландо, Соуэто, но семья Машинини смогла переселиться в Софиатаун. Софиатаун также был насильно выселен несколько лет спустя, и семья Машинини переехала в Соуэто.
Машинини бросила школу в 14 лет, чтобы пойти работать после того, как разлука родителей оставила её мать без денег. Она вышла замуж в 17 лет и родила шестерых детей. Трое умерли в первые дни жизни из-за неадекватной медицинской помощи чернокожим младенцам. Её дочь Пенни умерла в возрасте 17 лет в 1971 году.

Машинини присутствовала на Народном конгрессе 1955 года в Клиптауне, главном событии Африканского национального конгресса. Позже она написала:
Я не была полноправным членом с партбилетом, но на том собрании я была членом телом и душой... Поэтому я думаю, что Конгресс действительно открыл мне глаза. Возможно, именно тогда я начала политизироваться. Хотя есть еще одна вещь, которую я всегда чувствовала: меня всегда возмущало, когда над мной доминируют.

## Организатор профсоюза
В 1956 году Машинини начал работать на швейной фабрике в Хенохсберге, где существовала сегрегация по признаку расы и пола. Помимо тяжелых условий и плохой оплаты труда фабричных рабочих, чернокожие женщины столкнулись с уникальным и многоплановым набором проблем. Чернокожие женщины, которых считали неполноценными по сравнению с другими работниками, каждый день, возвращаясь домой, сталкивались с жестокостью полиции и насилием бедности в условиях апартеида. Чернокожие рабочие также сталкивались с трудностями при прибытии на работу вовремя — из изолированных кварталов, в которых они были заключены.
Машинини вступила в Профсоюз швейников. Она стала одновременно и продавцом цеха, и начальником цеха, назначенным руководством. Позже она описала сложную ситуацию, возникшую из-за этих двух позиций:
Я была продавцом в магазине. Если бы они хотели тебя уволить, они все равно могли бы тебя уволить. Вместо этого они попытались использовать меня, чтобы остановить беду. Они будут использовать меня как огнетушитель, всегда готовый остановить беду.
В конечном итоге она написала: «У меня была двойная роль на фабрике, но я очень четко понимала, в чем заключалась моя первая принадлежность. Меня назначили руководителем, но мои коллеги по работе выбрали меня на должность профсоюзного директора».
Благодаря различным трудовым акциям фабричные рабочие получили 40-часовую рабочую неделю и страхование по безработице. Она была избрана в исполнительный комитет Национального союза швейников, в котором проработала двенадцать лет.
Поворотный момент для Машинини наступил, когда она задумалась о том, как используется одежда, произведенная на её фабрике. «Когда я поняла, что лично помогала использовать эту форму для резни моего народа… я пришла в ужас», - написала она в своей автобиографии. Она решила, что организация профсоюзов всегда будет затрагивать политические вопросы.
В 1975 году Машинини основала Южноафриканский профсоюз работников торговли, общественного питания и смежных отраслей (South African Commercial, Catering and Allied Workers Union, SACCAWU), став влиятельной фигурой в южноафриканском рабочем движении в целом. Ее деятельность привела к постоянным преследованиям со стороны полиции.

## Арест и тюремное заключение
27 ноября 1981 года на рассвете полиция прибыла в дом Машинини, обыскала здание и арестовала Машинини. Она была задержана в соответствии со статьей 6 Закона о терроризме 1967 года, закона, который разрешал бессрочное задержание любого лица, которое, по мнению полиции, «ставит под угрозу поддержание закона и порядка».
Машинини была доставлен в центральную тюрьму Претории. Она провела много времени в одиночной камере, и ей было отказано в доступе к предметам первой необходимости. В конце концов её перевели в тюрьму в Йоханнесбурге и освободили в общей сложности через шесть месяцев, так и не предъявив обвинений в совершении преступления. После освобождения ей приказали никогда не рассказывать о времени, проведенном в тюрьме. Пока она находилась в тюрьме, ее товарищ Нил Аггетт умер повешенным в своей камере. Её муж, Том Машинини организовал демонстрацию у Верховного суда.
После освобождения Машинини лечилась в Дании от посттравматического стрессового расстройства. Она отвергла совет своего терапевта о том, что ей следует уйти из политики и сосредоточиться на себе.  Она назвала такое обращение «еще одним задержанием». Она вернулась на руководящую должность в своего профсоюза, который расширился до 60 000 членов и добился расширения прав для работниц.

## Переход к руководству АНК
Когда в 1985 году формировался Конгресс южноафриканских профсоюзов (Cosatu), Машинини была ярым сторонником включения в его состав женщин-членов профсоюза. Рассмотрев серию изображений, на которых не было женщин, конгресс в конечном итоге принял логотип, на котором заметно изображена женщина с ребенком.
В 1995 году Машинини был назначена комиссаром по реституции земельных прав и вернулась в Преторию в составе правительства. В 1998 году она помогла обеспечить права на землю для 600 семей, которые были выселены в 1969 году. В 2002 году она отметила, что «очень огорчена» решением суда, ограничивающим компенсацию многим южноафриканцам, претендующим на права на землю. «Я видела задачу для себя в том, чтобы вернуть землю людям», — сказала она.

## Смерть
Машинини умерла в Йоханнесбурге 10 июля 2017 года в возрасте 87 лет.

## Публикации
Strikes Have Followed Me All My Life, автобиография

### Новостные статьи
- Lelyveld, Joseph (28 ноября 1981). 14 Unionists Seized by South Africans. The New York Times. p. 7.
- Suzanne Daley, "Apartheid's Dispossessed Seek Restitution", New York Times, 25 June 1996.
- "Land Claims Court to Hear First Gauteng Case", Mail & Guardian, 5 October 1998.

## Внешние ссылки
- Naidoo, Jay. Video series – Great women of SA: Emma Mashinini (I). Daily Maverick (13 августа 2012). Дата обращения: 15 декабря 2013.
- Full video на YouTube of Emma Mashinini speaking about her life, Afravision, March 2011.